# NGC 2642
NGC 2642 is een balkspiraalstelsel in het sterrenbeeld Waterslang. Het hemelobject werd op 19 februari 1830 ontdekt door de Britse astronoom John Herschel.

## Synoniemen
- MCG -1-22-33
- IRAS 08382-0356
- PGC 24395